# Carnera
Carnera, właśc. Domingos Spitaletti (ur. 22 listopada 1908 w São Paulo, zm. 7 lipca 1986 w Osasco) – piłkarz brazylijski grający na pozycji środkowego obrońcy.

## Kariera klubowa
Carnera karierę piłkarską rozpoczął w 1931 roku w klubie Germânia São Paulo, w którym grał do 1932. Następnym etapem była Antártica São Paulo. W 1933 przeszedł do SE Palmeiras i spędził w tym klubie kolejne dziewięć lat. Z Palmeiras zdobył sześciokrotnie mistrzostwo Stanu São Paulo – Campeonato Paulista w 1933, 1934, 1936, 1938, 1940, 1942 oraz wygrał Turniej Rio-São Paulo w 1933. Swoją karierę Carnera zakończył w Comercial Ribeirão Preto w 1946 roku.

## Kariera reprezentacyjna
27 grudnia 1936 roku Carnera zadebiutował w reprezentacji Brazylii w meczu z reprezentacją Peru podczas Copa América 1937. 1 lutego z reprezentacją Argentyny wystąpił trzeci i zarazem ostatni raz w barwach canarinhos. Brazylia na Copa América 1937 zajęła trzecie miejsce.